# Équipe de Yougoslavie de Coupe Davis
L'équipe de Yougoslavie de Coupe Davis (équipe de Serbie-et-Monténégro de 2004 à 2006) représentait la Yougoslavie à la Coupe Davis de 1927 à 2006.
Elle atteint les demi-finales de la compétition à trois reprises en 1988, 1989 et 1991, ses meilleures performances.
L'équipe de Serbie de Coupe Davis, créée en 2007, en est la seule héritière statistique.

## Historique
L'équipe de Yougoslavie, placée sous l'égide de la Fédération yougoslave de tennis, débute en Coupe Davis en 1927. L'équipe peut s'appuyer sur les joueurs provenant de l'une de ses six républiques constitutives. En 1992, le pays se divise et quatre des six républiques deviennent indépendantes (Croatie, Slovénie, Macédoine du Nord et Bosnie-Herzégovine) et fondent leur propre équipe.
L'équipe yougoslave n'est donc, à partir de 1993, plus que composée de joueurs provenant des républiques de Serbie et du Monténégro. Elle n'est pas autorisée à jouer par la Fédération internationale de tennis en 1993 et 1994.
Elle change d'appellation et devient l'« équipe de Serbie-et-Monténégro » en 2004.
En 2006, les deux dernières républiques se séparent après l'indépendance du Monténégro et forment chacune leur équipe l'année suivante, ce qui met fin à l'existence de l'équipe de Yougoslavie. L'équipe de Serbie est considérée comme son successeur.

### Appellations
- Équipe de Yougoslavie de 1927 à 2003[6] ;
- Équipe de Serbie-et-Monténégro de 2004 à 2006[7].

## Liste des équipes issues de l'équipe de Yougoslavie
- Équipe de Croatie de Coupe Davis depuis 1993.
- Équipe de Slovénie de Coupe Davis depuis 1993.
- Équipe de Macédoine du Nord de Coupe Davis depuis 1995.
- Équipe de Bosnie-Herzégovine de Coupe Davis depuis 1996.
- Équipe de Serbie de Coupe Davis depuis 2007 (héritière statistique de l'équipe de Yougoslavie).
- Équipe du Monténégro de Coupe Davis depuis 2007.
- Équipe du Kosovo de Coupe Davis depuis 2016.

## Résultats
Après son succès 4 à 0 contre la Hongrie en finale de la « Zone Europe B » en 1983, la Yougoslavie dispute sa première campagne dans le « Groupe Mondial » de la Coupe Davis en 1984.
L'équipe arrive en demi-finale de la compétition en 1988, 1989 et 1991. En 1991, la Yougoslavie est en plein démantèlement et les piliers de l'équipe qui viennent d'emmener le pays en demi-finale pour la troisième fois en quatre ans, Goran Ivanišević et Goran Prpić, sont croates. Ils quittent donc cette campagne au profit des seuls joueurs serbes avant la demi-finale, finalement gagnée par la France 5 à 0. Cette défaite est la troisième élimination en demi-finale en autant de tentatives pour les Yougoslaves, qui ne retourneront jamais à ce stade de la compétition. Goran Prpić ne remportera jamais la Coupe tandis que Goran Ivanišević sera sélectionné sans jouer, uniquement pour l'associer au sacre des Croates en 2005. La Serbie remportera la Coupe en 2010, emmenée par son numéro 3 mondial Novak Djokovic, qui avait débuté avec l'équipe de Serbie-et-Monténégro en 2004.
En 1992, l'équipe se voit obligée de jouer sa rencontre contre l'Australie à Chypre (Nicosie) car la Yougoslavie est ravagée par la guerre. Elle gagne 5 à 0 mais doit déclarer forfait contre Cuba, ne pouvant se rendre si loin. Cuba en profite pour jouer contre la Suède le seul match de groupe mondial de son histoire.
La Serbie est l'héritière de l'équipe de Yougoslavie mais on peut noter que de 1927 à 1992, vingt-trois joueurs étaient croates et dix-sept serbes (un macédonien en 1992, la dernière année avant la sécession de quatre des six républiques). De 1993 à 2006, tous les joueurs sont serbes.

## Joueurs de l'équipe
En grisé : les joueurs débutant à partir de 1995 (équipe représentant la RF de Yougoslavie de 1995 à 2003 ou la Serbie-et-Monténégro de 2004 à 2006).
| Joueurs                   | V-D Total | V-D Simple | V-D Double | Rencontres | Début |
| ------------------------- | --------- | ---------- | ---------- | ---------- | ----- |
| Nikola Ćirić              | 1-0       | 0-0        | 1-0        | 1          | 2004  |
| Novak Djokovic            | 8-3       | 8-3        | 0-0        | 6          | 2004  |
| Dejan Petrović            | 2-1       | 0-0        | 2-1        | 3          | 2003  |
| Boris Pašanski            | 5-2       | 5-2        | 0-0        | 4          | 2003  |
| Ilija Bozoljac            | 2-3       | 1-1        | 1-2        | 4          | 2003  |
| Vladimir Obradović        | 0-1       | 0-1        | 0-0        | 1          | 2002  |
| Darko Madjarovski         | 0-1       | 0-0        | 0-1        | 1          | 2002  |
| Janko Tipsarević          | 23-8      | 18-7       | 5-1        | 19         | 2000  |
| Relja Dulić-Fišer         | 5-1       | 1-1        | 4-0        | 5          | 2000  |
| Nikola Gnjatovic          | 0-3       | 0-2        | 0-1        | 1          | 1999  |
| Vladimir Pavićević        | 3-2       | 2-2        | 1-0        | 3          | 1997  |
| Dušan Vemić               | 20-9      | 11-4       | 9-5        | 18         | 1996  |
| Goran Mihajlović          | 1-0       | 1-0        | 0-0        | 1          | 1995  |
| Bojan Vujić (dès 2004 : ) | 7-3       | 7-3        | 0-0        | 7          | 1995  |
| Nenad Zimonjić            | 29–13     | 13-8       | 16–5       | 27         | 1995  |
| Aleksandar Kitinov        | 0-1       | 0-0        | 0-1        | 1          | 1992  |
| Nebojša Djorđević         | 7-11      | 2-6        | 5-5        | 11         | 1992  |
| Srđan Muškatirović        | 1-5       | 1-4        | 0-1        | 3          | 1991  |
| Goran Ivanišević          | 15-4      | 8-3        | 7-1        | 8          | 1988  |
| Igor Flego                | 0-3       | 0-1        | 0-2        | 2          | 1986  |
| Bruno Orešar              | 6-8       | 5-8        | 1-0        | 8          | 1984  |
| Goran Prpić               | 9-13      | 4-10       | 5-3        | 12         | 1983  |
| Slobodan Živojinović      | 36-26     | 24-15      | 12-11      | 24         | 1981  |
| Branko Horvat             | 1-2       | 1-2        | 0-0        | 3          | 1981  |
| Zoran Petković            | 1-1       | 1-1        | 0-0        | 2          | 1980  |
| Marko Ostoja              | 18-9      | 11-6       | 7-3        | 11         | 1979  |
| Dragan Savić              | 3-1       | 2-0        | 1-1        | 2          | 1978  |
| Zoltan Ilin               | 8-11      | 6-8        | 2-3        | 7          | 1977  |
| Zlatko Ivancic            | 0-1       | 0-1        | 0-0        | 1          | 1971  |
| Nikola Špear              | 8-13      | 5-9        | 3-4        | 7          | 1969  |
| Željko Franulović         | 32-27     | 23-15      | 9-12       | 22         | 1967  |
| Srdjan Jelić              | 2-0       | 2-0        | 0-0        | 2          | 1963  |
| Vladimir Presečki         | 3-2       | 3-2        | 0-0        | 4          | 1961  |
| Nikola Pilić              | 38-24     | 27-12      | 11-12      | 23         | 1961  |
| Boro Jovanović            | 29-36     | 18-22      | 11-14      | 25         | 1959  |
| Kamilo Keretic            | 0-3       | 0-3        | 0-0        | 2          | 1958  |
| Aleksandar Popović, Jr.   | 0-1       | 0-0        | 0-1        | 1          | 1957  |
| Sima Nikolić              | 0-1       | 0-0        | 0-1        | 1          | 1957  |
| Ladislav Jagec            | 0-2       | 0-1        | 0-1        | 1          | 1955  |
| Ika Panajotovic           | 5-15      | 3-12       | 2-3        | 11         | 1953  |
| Ivko Plecevic             | 3-9       | 2-7        | 1-2        | 6          | 1952  |
| Vladimir Petrović         | 8-10      | 5-7        | 3-3        | 7          | 1952  |
| Petko Milojkovic          | 2-1       | 1-0        | 1-1        | 3          | 1950  |
| Milan Branović            | 4-4       | 4-4        | 0-0        | 4          | 1949  |
| Stefan Laslo              | 1-1       | 1-0        | 0-1        | 2          | 1948  |
| Josip Saric               | 0-1       | 0-1        | 0-0        | 1          | 1947  |
| Dragutin Mitić            | 41-29     | 28-15      | 13-14      | 29         | 1936  |
| Franjo Punčec             | 42-20     | 33-12      | 9-8        | 26         | 1933  |
| Josip Palada              | 42-32     | 31-21      | 11-11      | 37         | 1933  |
| Ivan Radović              | 1-1       | 0-0        | 1-1        | 2          | 1930  |
| Franjo Kukuljević         | 11-21     | 5-9        | 6-12       | 18         | 1930  |
| Krešimir Friedrich        | 3-3       | 3-2        | 0-1        | 3          | 1929  |
| Franjo Šefer              | 5-14      | 3-10       | 2-4        | 7          | 1928  |
| Aleksandar Popović, Sr.   | 0-3       | 0-2        | 0-1        | 1          | 1928  |
| György Dungyersky         | 0-2       | 0-1        | 0-1        | 1          | 1927  |
| Iván Balás                | 0-2       | 0-1        | 0-1        | 1          | 1927  |